# Hanna Kravchenko
Hanna Serhivna Kravchenko –en ucraniano, Ганна Сергіївна Кравченко– (Dnipropetrovsk, URSS, 25 de junio de 1986) es una deportista ucraniana que compitió en remo. Su esposo, Artiom Kosov, compitió en el mismo deporte.
Ganó una medalla de bronce en el Campeonato Europeo de Remo de 2009, en la prueba de ocho con timonel.

## Palmarés internacional
| Campeonato Europeo | Campeonato Europeo  | Campeonato Europeo | Campeonato Europeo |
| Año                | Lugar               | Medalla            | Prueba             |
| ------------------ | ------------------- | ------------------ | ------------------ |
| 2009               | Brest (Bielorrusia) | Medalla de bronce  | Ocho con timonel   |